# Дестгях
Дестгя́х, дастгях, дастгах (перс. دستگاه‎, dastgāh) — основная форма (жанр) традиционной музыки исторической Персии и современного Ирана, типологически родственная арабскому макаму, азербайджанскому мугаму, таджикскому и узбекскому шашмакому и другим региональным феноменам макамо-мугамной традиции (называемой иногда словом макамат). Этимологию слова «дестгях» возводят к позиции (gāh) руки (dast) на грифе струнного инструмента. Определённо персидского  происхождения.

## Общая характеристика
Обозначение формы (жанра) дестгяха традиционно даётся по ладу, которым начинается и заканчивается (ладопеременная) музыкальная композиция. Таким образом, слово дестгях относят и к модальному ладу (который современные теоретики музыки обычно представляют в виде таблички-звукоряда) и к целостной композиции на основе данного лада. Основные дестгяхи (формы):
- сегях (перс. سه‌گاه‎, segāh; букв. «третья позиция»)
- чааргях, чахаргях (перс. چهارگاه‎, čahārgāh; букв. «четвёртая позиция»)
- раст-панджгях (перс. راست‌ پنج‌گاه‎, rāst-panjgāh; букв. раст «пятой позиции»)
- шур (перс. شور‎, šur; букв. «волнение», «страсть», «любовь»)
  - баят-е торк (перс. بیات ترک‎, bayāt-e tork; от тюркского этнонима Баят)
  - абу-ата (перс. ابو عطا‎, abu ʿaṭā)
  - дашти (перс. دشتی‎, dašti; букв. «пустынный»)
  - афшари (перс. افشاری‎, afšāri; от тюркского этнонима Афшар)
- махур (перс. ماهور‎, māhur)
- хомаюн (перс. همایون‎, homāyun; букв. «счастливый», «царственный», см. Хумайя)
  - баят-е исфахан (перс. بيات اصفهان‎, bayāt-e esfahān; по названию города и исторической области Исфахан)
- нава (перс. نوا‎, navā; букв. «мелодия», «напев»)

По наиболее распространённой классификации дестгяхи баят-е торк, абу-ата, дашти и афшари трактуются как подклассы (т.наз. ава́зы, ед.ч. ава́з, перс. آواز‎, āvāz) дестгяха шур, а дестгях баят-е исфахан — как аваз дестгяха хомаюн.
В ходе развёртывания (sayr) каждого из дестгяхов наряду с обычными для монодико-модальных ладов категориями (аналогичными западноевропейским финалису, реперкуссе, амбитусу, метаболе и т. д.) исключительно важную роль играет категория мелодической модели — от характерной формульной фразы вплоть до характерной формульной мелодии, гуше́ (перс. گوشه‎, guša). По некоторым подсчётам, основных моделей-гуше 365, которые для профессионального исполнителя выполняют функцию «словаря» в ходе развёртывания (варьирования, орнаментирования, импровизации) дестгяха, то есть непосредственно в момент исполнения. Такой словарь мелодических моделей, систематически привязанных к отдельным дестгяхам, в Иране традиционно называют словом радиф (или редиф, перс. ردیف‎, radif, букв. «значимый порядок»).

## Мугамный дастгях
Мугамным дастгяхом является развёрнутая многочастная вокально-инструментальная форма мугамной композиции. Является классической формой азербайджанской профессиональной музыкальной устной традиции. Мугамный дастгях получил распространение с середины XIX века.
Мугамный дастгях представляет собой совокупность всех традиционно входящих в состав данного мугама разделов — шобе, гюше, авазов, теснифов, рянгов, диринги. Мелодический материал основывается на нескольких родственных мугамных ладах, разворачивающихся последовательно и образующих определённую[какую?] систему. Каркас всего цикла составляет шобе Майе, который является самым развёрнутым импровизационным разделом. Части, составляющие цикл, объединяются по принципу контраста: импровизационные метрически свободные шобе чередуются с мелодически стабильными ритмичными частями — песенными теснифами, танцевальными частями, маршеобразными частями; инструментальные части дают возможность певцу-ханенде отдохнуть перед исполнением следующего шобе.
Текстовая основа мугамного дастгяха — классические стихи, написанные в системе аруза, в основном газели. Выбор стихов в первую очередь зависит от эмоционального строя мугама, а также обусловлен чувством поэтического и музыкального ритма ханенде, его художественно-эстетическими предпочтениями.
Продолжительность звучания мугамных дастгяхов варьируется от 10-15 минут до нескольких часов.

## Иранский дастгях
Иранский дастгяхом является вид иранской классической музыки, это развёрнутая многочастная вокально-инструментальная композиция. В композиции используются стихи персидских поэтов-классиков. Она включает ряд разделов: пишдарамед- вступление перед дастгяхом, дарамед- сольная начальная часть дастгяха, иногда в одном дастгяхе бывает 2–3 дарамеда, ренг- танцевальная инструментальная пьеса, чахар-мизраб- виртуозный сольный вокальный или инструментальный эпизод, тесниф- сольный песенный эпизод.

## Нотные транскрипции
- Répertoire-modèle de la musique Iranienne: radif de tar et de setar de Mirza Abdollah, edd. Jean During, Pirouz Sayar etc. Teheran, 1991.